# Afrarchaea haddadi
Afrarchaea haddadi là một loài nhện trong họ Archaeidae. Loài này phân bố ở Nam Phi.